# Giovanni Nebbia
Giovanni Nebbia (Palestro, ... – 1959) è stato un calciatore italiano, di ruolo difensore.
Era soprannominato Sartulin per via del suo mestiere di sarto.

## Caratteristiche tecniche
Calciatore atleticamente dotato, giocava nel ruolo di terzino.

Tabellino di Lazio-Savoia del 1923, in cui Nebbia è riportato come capitano

## Carriera
Dopo aver giocato nel torinese, venne acquistato dal Savoia di Torre Annunziata su segnalazione di Salvatore Crispino. Il club biancoscudato lo acquistò per 2.000 lire e gli pagò un ingaggio di 800 lire mensili. Con i campani, di cui fu capitano nel campionato 1922-23, si laureò vice Campione d'Italia nel 1924, prendendo parte alla doppia finale scudetto disputata contro il Genoa, in cui dovette vedersela con un attaccante del calibro di Santamaria.
Nel suo palmarès un titolo di campione dell'Italia Centromeridionale e tre titoli di campione Campano.

In totale con i biancoscudati disputò 51 partite nei quattro campionati disputati, di cui una buona parte nel campionato della finale scudetto, in cui fu sempre presente.

Nel 1925 fu ceduto al Roman con cui disputò due campionati sempre in massima serie.

## Statistiche

### Presenze e reti nei club
| Stagione        | Squadra         | Campionato      | Campionato | Campionato | Coppe nazionali | Coppe nazionali | Coppe nazionali | Altre coppe | Altre coppe | Altre coppe | Totale | Totale |
| Stagione        | Squadra         | Comp            | Pres       | Reti       | Comp            | Pres            | Reti            | Comp        | Pres        | Reti        | Pres   | Reti   |
| --------------- | --------------- | --------------- | ---------- | ---------- | --------------- | --------------- | --------------- | ----------- | ----------- | ----------- | ------ | ------ |
| 1921-1922       | Savoia          | PD              | 9          | 0          |                 |                 |                 |             |             |             | 9      | 0      |
| 1922-1923       | Savoia          | PD              | 14         | 0          |                 |                 |                 |             |             |             | 14     | 0      |
| 1923-1924       | Savoia          | PD              | 20         | 0          |                 |                 |                 |             |             |             | 20     | 0      |
| 1924-1925       | Savoia          | PD              | 8          | 0          |                 |                 |                 |             |             |             | 8      | 0      |
| Totale Savoia   | Totale Savoia   | Totale Savoia   | 51         | 0          |                 |                 |                 |             |             |             | 51     | 0      |
| 1925-1926       | Roman           | PD              | ?          | ?          |                 |                 |                 |             |             |             | ?      | ?      |
| 1926-1927       | Roman           | PD              | ?          | ?          |                 |                 |                 |             |             |             | ?      | ?      |
| Totale Roman    | Totale Roman    | Totale Roman    | ?          | ?          |                 |                 |                 |             |             |             | ?      | ?      |
| Totale carriera | Totale carriera | Totale carriera | 51         | 0          |                 |                 |                 |             |             |             | 51     | 0      |

## Palmarès

### Club

#### Competizioni nazionali
- Campione dell'Italia Centro Meridionale: 1

Savoia: 1923-1924

#### Competizioni regionali
- Campione Campano: 3

Savoia: 1922-1923, 1923-1924, 1924-1925